# トロレアンドマイシン
トロレアンドマイシン（英：Troleandomycin:TAO）はマクロライド系抗生物質である。イタリア（商品名Triocetin）とトルコ（商品名Tekmisin）で販売されていた。2018年現在、イタリアでは販売されていない。
この薬の作用機序は、リボソーム、特に新しく形成されたペプチドが通り抜ける穴に結合し、それによってタンパク質合成を停止させることである。トロレアンドマイシンはCYP3A4阻害薬であり、薬物相互作用を引き起こす可能性がある。